# 20e cérémonie des Oscars
La 20e cérémonie des Oscars du cinéma s'est déroulée le 20 mars 1948 au Shrine Auditorium, à Los Angeles (Californie).

## Palmarès

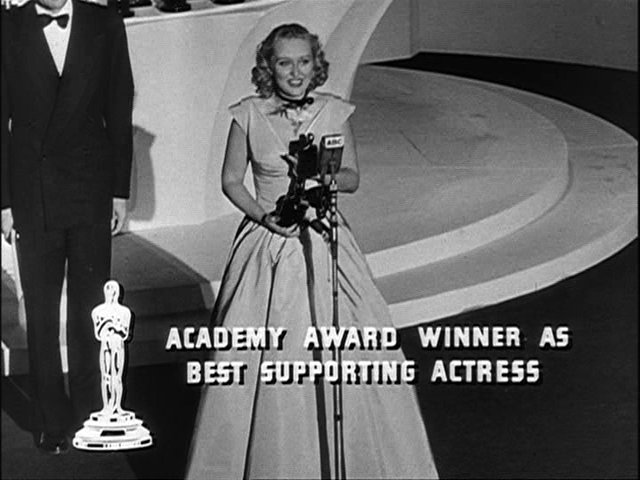
Celeste Holm recevant son Oscar de la meilleure actrice dans un second rôle.

### Meilleur film
- Le Mur invisible (Gentleman's Agreement), produit par 20th Century Fox
  - Feux croisés (Crossfire), produit par RKO Radio Pictures
  - Les Grandes Espérances (Great Expectations), produit par J. Arthur Rank-Cineguild Productions (en)
  - Honni soit qui mal y pense (The Bishop's Wife), produit par Samuel Goldwyn Productions
  - Miracle sur la 34e rue (Miracle on 34th Street), produit par 20th Century Fox

### Meilleur réalisateur
- Elia Kazan pour Le Mur invisible (Gentleman's Agreement)
  - George Cukor pour Othello (A Double Life)
  - Edward Dmytryk pour Feux croisés (Crossfire)
  - David Lean pour Les Grandes Espérances (Great Expectations)
  - Henry Koster pour Honni soit qui mal y pense (The Bishop's Wife)

### Meilleur acteur
- Ronald Colman pour le rôle d'Anthony John dans Othello (A Double Life)
  - John Garfield pour le rôle de Charlie Davis dans Sang et Or (Body and Soul)
  - Gregory Peck pour le rôle de Philip Schuyler Green dans Le Mur invisible (Gentleman's Agreement)
  - William Powell pour le rôle de Clarence Day Sr. dans Mon père et nous (Life with Father)
  - Michael Redgrave pour le rôle d'Orin Mannon dans Le Deuil sied à Électre (Mourning Becomes Electra)

### Meilleure actrice
- Loretta Young pour le rôle de Katrin Holstrom dans Ma femme est un grand homme (The Farmer’s Daughter)
  - Joan Crawford pour le rôle de Louise Howell Graham dans La Possédée (Possessed)
  - Susan Hayward pour le rôle d'Angie Conway dans Une vie perdue (Smash-Up, The Story of a Woman)
  - Dorothy McGuire pour le rôle de Kathy Lacey dans Le Mur invisible (Gentleman's Agreement)
  - Rosalind Russell pour le rôle de Lavinia Mannon dans Le deuil sied à Électre (Mourning Becomes Electra)

### Meilleur acteur dans un second rôle
- Edmund Gwenn pour le rôle de Kris Kringle dans Miracle sur la 34e rue (Miracle on 34th Street)
  - Robert Ryan pour le rôle de Montgomery dans Feux croisés (Crossfire)
  - Richard Widmark pour le rôle de Tom Udo dans Le Carrefour de la mort (Kiss of Death)
  - Thomas Gomez pour le rôle de Pancho dans Et tournent les chevaux de bois (Ride the Pink Horse)
  - Charles Bickford pour le rôle de Joseph Clancy dans Ma femme est un grand homme (The Farmer's Daughter)

### Meilleure actrice dans un second rôle
- Celeste Holm pour le rôle d'Anne dans Le Mur invisible (Gentleman's Agreement)
  - Gloria Grahame pour le rôle de Ginny Tremaine dans Feux croisés (Crossfire)
  - Anne Revere pour le rôle de Mme Green dans Le Mur invisible (Gentleman's Agreement)
  - Marjorie Main pour le rôle de "Ma" Kettle dans L'Œuf et moi (The Egg and I)
  - Ethel Barrymore pour le rôle de Lady Sophie Horfield dans Le Procès Paradine (The Paradine Case)

### Meilleur scénario original
- Sidney Sheldon pour Deux sœurs vivaient en paix (The Bachelor and the Bobby-Soxer)
  - Abraham Polonsky pour Sang et Or (Body and Soul)
  - Ruth Gordon et Garson Kanin pour Othello (A Double Life)
  - Charles Chaplin pour Monsieur Verdoux
  - Sergio Amidei, Adolfo Franci, Cesare Giulio Viola et Cesare Zavattini pour Sciuscià

### Meilleur scénario adapté
- George Seaton pour Miracle sur la 34e rue (Miracle on 34th Street), d'après une histoire de Valentine Davies
  - Richard Murphy pour Boomerang ! (Boomerang!), d'après un article de Fulton Oursler (alias Anthony Abbot) dans le Reader's Digest
  - John Paxton pour Feux croisés (Crossfire), d'après le roman The Brick Foxhole de Richard Brooks
  - Moss Hart pour Le Mur invisible (Gentleman's Agreement), d'après le roman Gentleman's Agreement de Laura Z. Hobson (en)
  - David Lean, Ronald Neame et Anthony Havelock-Allan pour Les Grandes Espérances (Great Expectations), d'après le roman Les Grandes Espérances de Charles Dickens

### Meilleure histoire originale
- Valentine Davies pour Miracle sur la 34e rue (Miracle on 34th Street)
  - Georges Chaperot et René Wheeler pour La Cage aux rossignols
  - Herbert Clyde Lewis et Frederick Stephani pour /* Dimanche 11 mai 2014 – 26 P • 7 C */  (It Happened on Fifth Avenue)
  - Eleazar Lipsky pour Le Carrefour de la mort (Kiss of Death)
  - Frank Cavett et Dorothy Parker pour Une vie perdue (Smash Up - The Story of a Woman)

### Meilleurs décors
Noir et blanc
- Les Grandes Espérances (Great Expectations) – Directeur artistique : John Bryan - Chef décorateur : Wilfred Shingleton
  - La Fière Créole (The Foxes of Harrow) – Directeurs artistiques : Lyle Wheeler et Maurice Ransford - Chefs décorateurs : Thomas Little et Paul S. Fox

Couleur
- Le Narcisse noir (The Black Narcissus) – Directeur artistique : Alfred Junge
  - Mon père et nous (Life with Father) – Directeur artistique : Robert M. Haas - Chef décorateur : George James Hopkins

### Meilleure photographie
Noir et blanc
- Guy Green pour Les Grandes Espérances (Great Expectations)
  - George J. Folsey pour Le Pays du dauphin vert (Green Dolphin Street)
  - Charles Lang pour L'Aventure de madame Muir (The Ghost and Mrs. Muir)

Couleur
- Jack Cardiff pour Le Narcisse noir (Black Narcissus)
  - Harry Jackson pour Maman était new-look (Mother Wore Tights)
  - Peverell Marley et William V. Skall pour Mon père et nous (Life with Father)

### Meilleur montage
- Francis D. Lyon et Robert Parish pour Sang et Or (Body and Soul)
  - Monica Collingwood (en) pour Honni soit qui mal y pense (The Bishop's Wife)
  - Harmon Jones pour Le Mur invisible (Gentleman's Agreement)
  - George White pour Le Pays du dauphin vert (Green Dolphin Street)
  - Fergus McDonell pour * 1947 : Huit Heures de sursis (Odd Man Out)

### Meilleur son
- Gordon E. Sawyer (Samuel Goldwyn Studio Sound Department) pour Honni soit qui mal y pense
  - Douglas Shearer (Metro-Goldwyn-Mayer Studio Sound Department) pour Le Pays du dauphin vert (Green dolphin street)
  - Jack Whitney (Sound Service) pour La Brigade du suicide (T-Men)

### Meilleure musique de film
Film dramatique ou comédie
- Miklós Rózsa pour Othello (A Double Life)
  - Hugo Friedhofer pour Honni soit qui mal y pense (The Bishop's Wife)
  - Alfred Newman pour Capitaine de Castille (Captain from Castile)
  - David Raksin pour Ambre (Forever Amber)
  - Max Steiner pour Mon père et nous (Life with Father)

Film musical
- Alfred Newman pour Maman était new-look (Mother Wore Tights)
  - Johnny Green pour Sénorita Toréador (Fiesta)
  - Ray Heindorf et Max Steiner pour My Wild Irish Rose
  - Robert Emmett Dolan pour En route vers Rio (Road to Rio)
  - Daniele Amfitheatrof, Paul J. Smith et Charles Wolcott pour Mélodie du Sud (Song of the South)

### Meilleure chanson
- Zip-A-Dee-Doo-Dah dans Mélodie du Sud (Song of the South) – Musique : Allie Wrubel ; paroles : Ray Gilbert
  - A Gal in Calico dans La Fille et le Garçon (The Time, the Place and the Girl) – Musique : Arthur Schwartz ; paroles : Leo Robin
  - I Wish I Didn't Love You So dans Les Exploits de Pearl White (The Perils of Pauline) – Paroles et musique : Frank Loesser
  - Pass That Peace Pipe dans Vive l'amour (Good News) – Paroles et musique : Ralph Blane (en), Hugh Martin (en) et Roger Edens
  - You Do dans Maman était new-look (Mother Wore Tights) – Musique : Josef Myrow ; paroles : Mack Gordon (en)

### Meilleur film documentaire
- Design for Death de Richard Fleischer
  - Journey Into Medicine
  - The World Is Rich de Paul Rotha

### Meilleurs effets spéciaux
- Le Pays du dauphin vert (Green Dolphin Street) – Effets visuels : A. Arnold Gillespie (en) et Warren Newcombe (en) - Effets sonores : Douglas Shearer et Michael Steinore (en)
  - Les Conquérants d'un nouveau monde (Unconquered) – Effets visuels : Farciot Edouart, Devereaux Jennings, Gordon Jennings, W. Wallace Kelley et Paul Lerpae (en) - Effets sonores : George Dutton (en)

### Meilleur court métrage en prises de vues réelles
Une bobine
- Goodbye, Miss Turlock (en) de Edward Cahn
  - Brooklyn, U.S.A.
  - Moon Rockets
  - Now You See It
  - So You Want to Be in Pictures

Deux bobines
- Climbing the Matterhorn (en) de Irving Allen
  - Champagne for Two
  - Fight of the Wild Stallions
  - Give Us the Earth
  - A Voice Is Born: The Story of Niklos Gafni

### Meilleur court métrage documentaire
- First Steps (en) de Hans Burger
  - Passport to Nowhere (en)
  - School in the Mailbox (en) de Stanley Hawes (en)

### Meilleur court métrage d'animation
- Le repas est servi ! de Friz Freleng
  - Donald chez les écureuils, série Donald Duck, de Jack Hannah
  - Docteur Jekyll et Monsieur Souris de William Hanna et Joseph Barbera
  - Pluto chanteur de charme, série Pluto, de Charles A. Nichols
  - Tubby the Tuba (en), série Puppetoons, de George Pal

## Oscars d'honneur
- Sciuscià de Vittorio De Sica[1]
- James Baskett pour son rôle d'Oncle Remus dans Mélodie du Sud (Song of the South) ; premier acteur noir américain à recevoir un Oscar, à la suite d'une campagne orchestrée par Hedda Hopper[2],[3]
- Bill and Coo (en)
- William Selig, Albert E. Smith, Thomas Armat et George Kirke Spoor (en)

## Oscar en mémoire d'Irving Thalberg
non décerné en 1948

## Statistiques

### Récompenses multiples
- 3 Oscars : Le Mur invisible, Miracle sur la 34e rue
- 2 Oscars : Les Grandes Espérances, Le Narcisse noir, Othello

### Nominations multiples
- 8 nominations : Le Mur invisible
- 5 nominations : Les Grandes Espérances, Honni soit qui mal y pense, Feux croisés
- 4 nominations :Othello, Le Pays du dauphin vert, Mon père et nous, Miracle sur la 34e rue
- 3 nominations : Sang et Or, Maman était new-look
- 2 nominations : Le Narcisse noir, Ma femme est un grand homme, Le Carrefour de la mort, Le deuil sied à Électre, Une vie perdue, Mélodie du Sud